# Karlskrona Judoklubb
Karlskrona Judoklubb (KJK) är en av de äldsta judoklubbarna i Sverige som aldrig genomgått några sammanslagningar eller omformningar. Trots detta är KJK idag en förhållandevis liten klubb med knappt 50 medlemmar. Förutom barn- och vuxengrupper har även klubben en grupp för personer med funktionsnedsättningar.

## Historia
Ursprunget till Karlskrona Judoklubb daterar sig från september 1966 då en grupp under ledning av Peter Scharping i liten skala började träna judo. Peter, som hade grönt bälte, kom från Kiel i Tyskland och tillbringade några år i Karlskrona. Från början var man sju deltagare, som tränade en gång per vecka.
Verksamheten växte och klubben bildades 1967, då även kontakt togs med Svenska Judoförbundet för inträdesansökning. Klubbens medlemskap i Svenska Judoförbundet stadfästes vid sammanträdet den 30 mars 1968. 
Efter att ha tränat i olika gymnastiklokaler sedan starten fick äntligen klubben 1993 en egen lokal på Långö, vilken hyrdes tillsammans med Karlskrona Aikidoklubb. Juni 2003 bytte klubben lokal och flyttade ifrån Långö till Saltö. Även den nya lokalen hyrdes tillsammans med Karlskrona Aikidoklubb.
2004 tog tre av Karlskrona Judoklubbs tränare en kurs om handikappjudo, och året därpå, 2005 startade klubben upp en handikappjudogrupp för personer med funktionsnedsättning.